# Karatoula
Karatoula  este un oraș în Grecia în prefectura Elida.